# Henry Toole Clark
Henry Toole Clark, född 7 februari 1808 i Edgecombe County, North Carolina, död där 14 april 1874, var en amerikansk politiker (demokrat). Han var North Carolinas guvernör 1861–1862. Mobiliseringen av trupperna på sydstaternas sida i amerikanska inbördeskriget var den mest brinnande frågan under Clarks ämbetsperiod som guvernör.
Clark utexaminerades från University of North Carolina at Chapel Hill, studerade juridik under William Henry Haywood och arbetade som advokat i North Carolina. Han var talman i North Carolinas senat 1858–1861 och i den egenskapen fick tillträda som guvernör efter att John Willis Ellis hade avlidit i ämbetet. Clark stödde Amerikas konfedererade staters krigsinsats för fullt och även om det inte var populärt att underställa soldater från North Carolina konfederationens befäl, såg Clark till att mobiliseringen fortgick. Clark uppfattade plantageägarna som den högsta klassen i samhället och demokrati betydde för honom styre av "dygdiga vita män". År 1862 efterträddes han av Zebulon B. Vance i guvernörsämbetet.